# Феззани, Надия
Надия Феззани (араб. نادية فزاني‎, род. неизвестно) — ливийская пловчиха. Участница летних Олимпийских игр 1980 года. Первая женщина, представлявшая Ливию на Олимпиаде.

## Биография
В 1980 году Надия Феззани вошла в состав сборной Ливии на летних Олимпийских играх в Москве. Выступала в двух видах плавательной программы. На дистанции 100 метров вольным стилем заняла последнее, 8-е место в полуфинальном заплыве, показав результат 1 минута 9,28 секунды и уступив 11,48 секунды попавшей в финал со 2-го места Гилен Берже из Франции. На дистанции 100 метров баттерфляй заняла последнее, 7-е место в полуфинальном заплыве, показав результат 1.12,94 и уступив 11,86 секунды попавшей в финал с 1-го места Карен Метчук из ГДР.
Феззани стала первой женщиной, представлявшей Ливию на Олимпиаде. Она была одной из двух женщин в составе сборной страны на Играх в Москве, но стартовала на два дня раньше, чем другая пловчиха Соад Феззани. Вплоть до 2004 года Надия и Соад Феззани оставались единственными женщинами, выступавшими за Ливию на Олимпиаде.